# Oxypetalum jacobinae
Oxypetalum jacobinae är en oleanderväxtart som beskrevs av Joseph Decaisne. Oxypetalum jacobinae ingår i släktet Oxypetalum och familjen oleanderväxter. Inga underarter finns listade i Catalogue of Life.